# Mesophaea lachrymosa
Mesophaea lachrymosa là một loài bọ cánh cứng trong họ Cerambycidae.